# Koguryos huvudstäder och gravar
Koguryos huvudstäder och gravar avser tre städer och 40 gravar från det forna kejsardömet Koguryo som 2004 listades av Unesco som kulturellt världsarv. Koguryo regerade delar av Manchuriet i norra Kina och norra Koreahalvön från 277 till 668.
Städerna och gravarna finns kring Ji'an i Jilinprovinsen nära Yalufloden, som är gränsflod mot Nordkorea och i Wunüberget i Liaoningprovinsen.
| Unesco-ID | Bild | Namn                                       | Plats               | Koordinat                                       | Yta                                    |
| --------- | ---- | ------------------------------------------ | ------------------- | ----------------------------------------------- | -------------------------------------- |
| 1135-001  |      | Wandu bergsstad                            | Wunüberget Liaoning | 41°19′00″N 125°25′10″Ö / 41.31667°N 125.41944°Ö | 276 hektar Buffertområde: 5 600 hektar |
| 1135-002  |      | Guonei                                     | Ji'an Jilin         | 41°07′15″N 126°10′44″Ö / 41.12083°N 126.17889°Ö | 59 hektar                              |
| 1135-003  |      | Wandu bergsstad                            | Ji'an Jilin         | 41°09′25″N 126°09′00″Ö / 41.15694°N 126.15000°Ö | 3219 hektar                            |
| 1135-004  |      | Ranmou och Huanwens gravar Generalens grav | Ji'an Jilin         | 41°11′10″N 126°16′32″Ö / 41.18611°N 126.27556°Ö | 217 hektar Buffertområde: 8 542 hektar |
| 1135-005  |      | Changchuans gravar                         | Ji'an Jilin         | 41°15′45″N 126°20′17″Ö / 41.26250°N 126.33806°Ö | 393 hektar                             |